# Паулпитерсбург
Паулпитерсбург, африк. Paulpietersburg — городок на территории провинции Квазулу-Натал в ЮАР. Расположен в 72 км к югу от Пит-Ретифа и в 151 км к северо-востоку от Данди.
Город основан в 1888 на территории тогдашнего государства Трансвааль. В честь тогдашнего президента Трансвааля Пауля Крюгера и героя Великого трека генерала Пита Жубера первоначально носил название Паулпитерсрюст, африк. Paulpietersrust, затем Паулпитерсдорп, африк. Paulpietersdorp, «посёлок Пауля и Питера», а с 1896 года носит современное название — «город Пауля и Питера». С 1910 года имеет статус тауншипа, а с 1958 года — муниципалитета.